# Vyšný Hrabovec
Vyšný Hrabovec (in ungherese Kisgyertyános) è un comune della Slovacchia facente parte del distretto di Stropkov, nella regione di Prešov.